# Comunidad de villa y tierra de Gormaz
La Comunidad de villa y tierra de Gormaz o Tierra de Gormaz era una comunidad de villa y tierra de la Extremadura castellana, cuya capital era la villa de Gormaz. Con el nombre de Partido de Gormaz formaba parte de la Intendencia de Soria situado en la actual provincia de Soria, en la región española de Castilla la Vieja, hoy comunidad autónoma de Castilla y León. Todo el territorio de esta comarca se encuentra en la actualidad incluido en la actual comarca de Tierras del Burgo.

## Lugares que comprendía
Entre paréntesis figura el municipio al que pertenecen.
| - Brías (compartida con Berlanga). - Fresno (llamado después Fresno de Caracena, no porque pasara a depender de esta otra villa, sino por el río del mismo nombre que pasa por el pueblo). - Fuenterey (despoblado). - Galapagares. | - Modamio. - Mosarejos. - Nograles. | - Quintanas. - Recuerda. - San Cibrián (despoblado). | - Torrevides (despoblado). - Vildé. - Villanueva. |  |

En el censo de 1789, ordenado por el conde de Floridablanca, Fresno figuraba como villa eximida en la Intendencia de Soria, con jurisdicción de señorío y bajo la autoridad del alcalde ordinario de señorío, nombrado por el duque de Frías. En cuanto a Brias, figuraba como lugar del Partido de Berlanga en la Intendencia de Soria, con jurisdicción de señorío y bajo la autoridad del alcalde pedáneo nombrado por el Marqués de Berlanga.

## Historia
Esta comunidad fue de realengo, pero ya en el Catastro de la Ensenada figura como señorío del marqués de Camarasa, Conde de Rivadavia, Castro, Ricla y Amarante. Su marco geográfico permaneció casi inalterado hasta la liquidación de los señoríos en 1833. Solo Fresno pasó a ser villa exenta bajo señorío en el 1628 y Brías, con su estatus especial, también dejó de pertenecer a los dos alfoces de Berlanga y Gormaz, alcanzando el villazgo.
Perteneció siempre a la diócesis de Osma. Al perder Gormaz su histórica importancia y convertirse en una simple aldea al borde de la extinción, ninguna fuerza le ha quedado a esta institución milenaria, de ahí que los nuevos geógrafos incluyan estos pueblos en otras agrupaciones sin ninguna consistencia histórica como la comarca del Burgo o incluso la de Tiermes.